# Рідколісся Мандарського плато
Рідколісся Мандарського плато або Мозаїка Мандарського плато (ідентифікатор WWF: AT0710) — афротропічний екорегіон тропічних та субтропічних луків, саван і чагарників, розташований в горах Мандара на кордоні Нігерії та Камеруну.

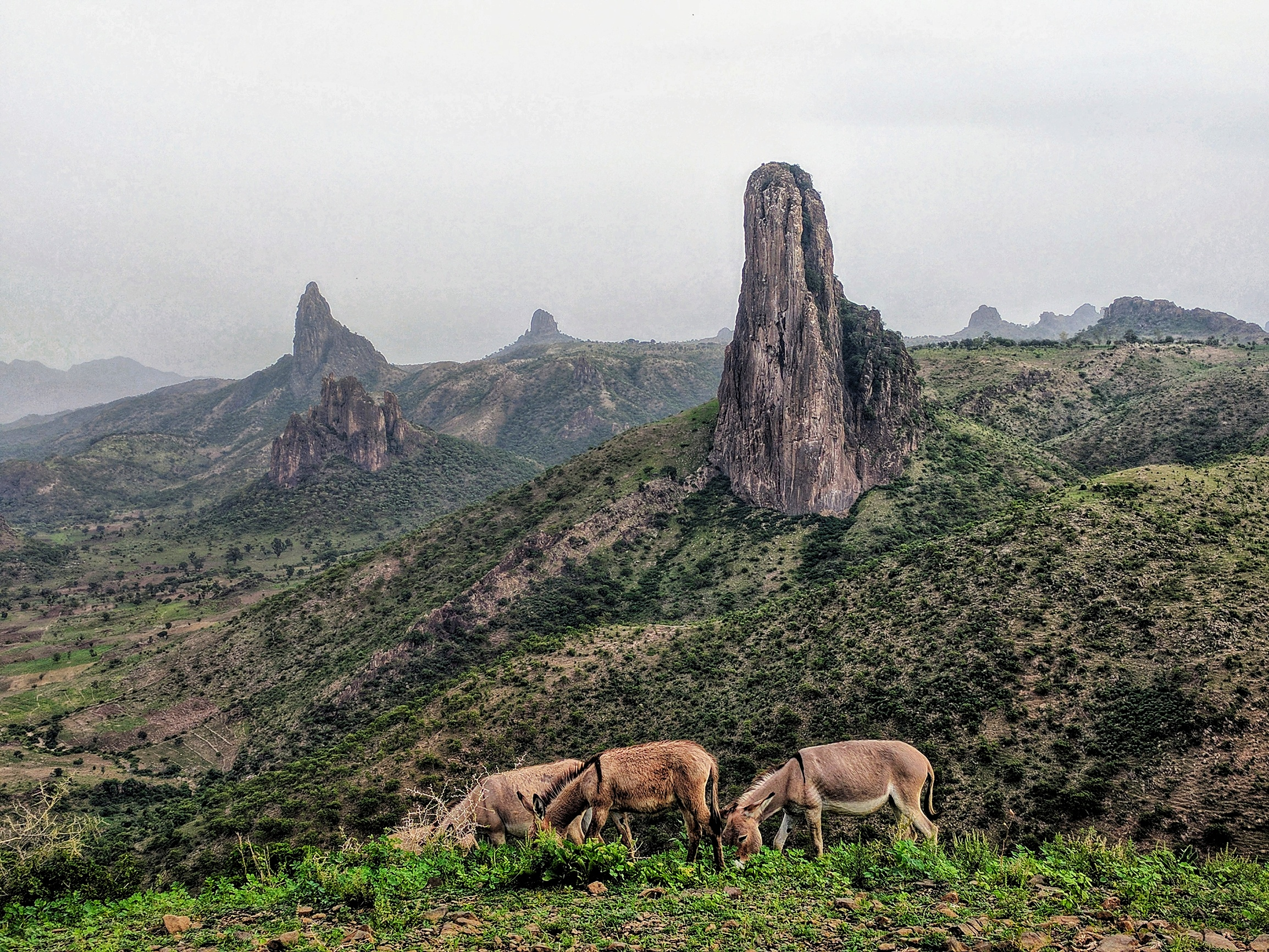
Ландшафт Мандарських гір

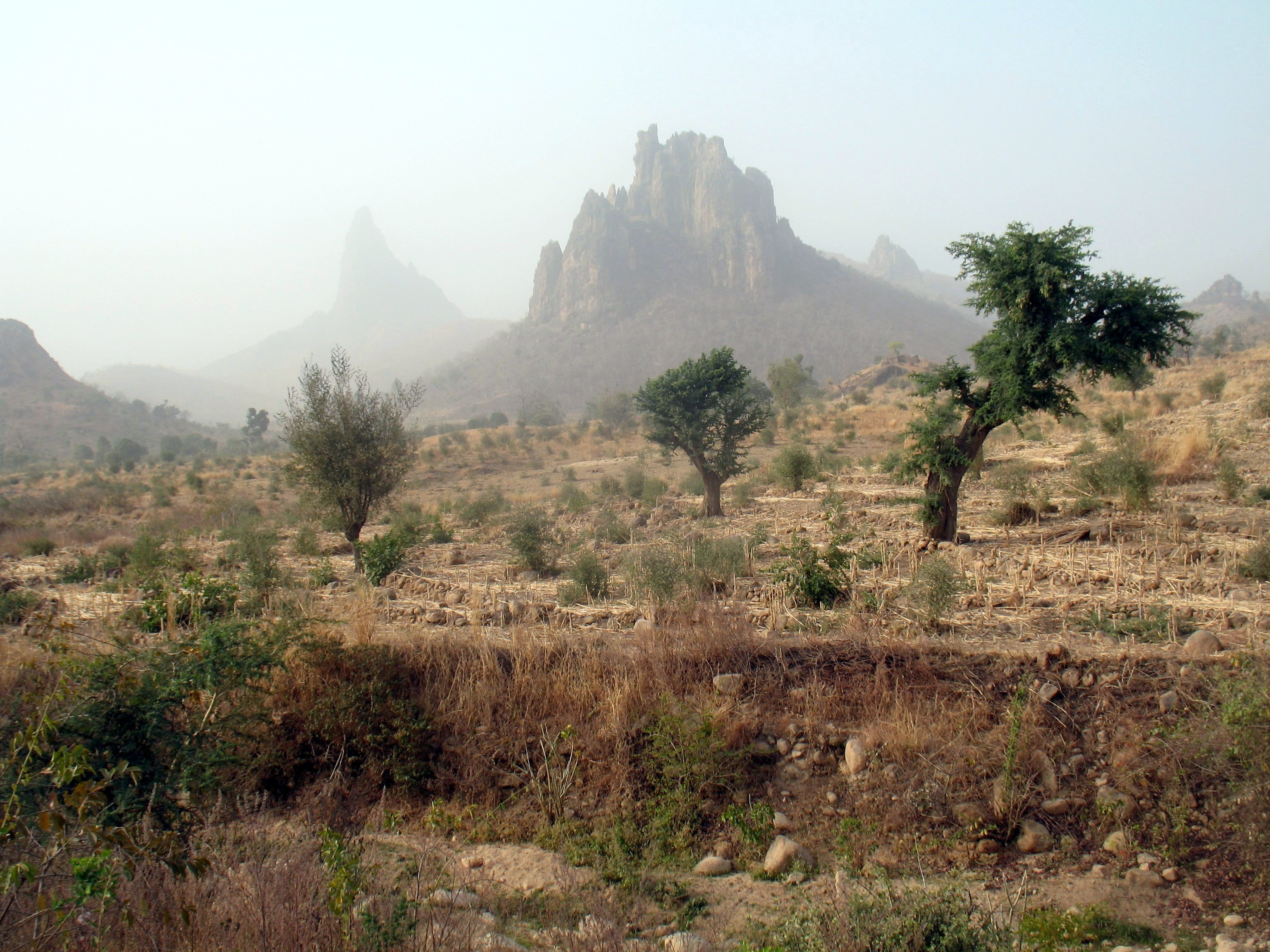
Ландшафт Мандарських гір

## Географія
Екорегіон рідколісь Мандарського плато розташований в горах Мандара на північному сході Нігерії та північному заході Камеруну. Це регіон є біогеографічною межею між західносуданськими та східносуданськими саванами, перешкоджаючи поширенню деяких видів рослин із заходу на схід та навпаки. На північ від Мандарських гір поширені акацієві савани Сахелю.
Переважна частина регіону розташована на висоті від 1000 до 1200 м над рівнем моря, однак найбільше флористичне біорізноманіття спостерігається на плато, розташованому вище. Найвищою вершиною гір Мандара є гора Упе висотою 1494 м. На відміну від Камерунського нагір'я, розташованого південніше, основу Мандарських гір складають докембрійські граніти. Ґрунти регіону, як правило, бідні на поживні речовини та неродючі, однак в регіоні також зустрічаються ділянки більш родючих глинистих ґрунтів. Річки, що стікають з південних схилів гір, впадають до річки Бенуе, а ті, що стікають з північних схилів, — належать до басейну озера Чад.
Мандарські гори мають довгу історію господарського освоєння людьми. Цей регіон є одним із найбільш різноманітних в Західній Африці з екологічної, сільськогосподарської та етнічної точки зору.

## Клімат
В межах екорегіону переважає саванний клімат (Aw за класифікацією кліматів Кеппена). Протягом шести місяців, з травня по жовтень, триває сезон дощів. За цей час випадає від 800 до 1000 мм опадів. Протягом решти року триває сезон посухи. Середня температура змінюється залежно від висоти і коливається від 15 до 30 °C.

## Флора
Раніше основними рослинними угрупованнями екорегіону були рідколісся, в яких домінували листопадні ізоберлінії Isoberlinia doka, однак наразі від них залишилися лише деградовані та фрагментовані ділянки. В залишках лісів дерева досягають висоти 12-15 м, а щільність лісу становить понад 50 %. В трав'янистому підліску переважають різні види бородачника (Andropogon spp.) та гострянки (Cenchrus spp.).
На вершинах Мандарських гір, на висоті понад 1200 м над рівнем моря, зустрічаються як суданські (рівнинні), так і афромонтанські (гірські та передгірські) види. Тут ростуть великі деревоподібні сукуленти Euphorbia desmondii, а також капські маслини (Olea capensis subsp. macrocarpa) та капські сирні дерева (Pittosporum viridiflorum).
В Мандарських горах росте низка рідкісних та ендемічних рослин, споріднених з видами, поширеними в горах Східної Африки. Флора цього регіону є недотатньо дослідженою.

## Фауна
Серед поширених в регіоні ссавців слід відзначити танталову мартишку (Chlorocebus tantalus), рудого патаса (Erythrocebus patas), африканського бородавочника (Phacochoerus africanus), північного бушбока (Tragelaphus scriptus) та звичайного дуїкера (Sylvicapra grimmia). Також в горах зустрічаються західні гірські редунки (Redunca fulvorufula adamauae). Цей вид живе в прохолодних і сухих гірських районах Східної Африки. Ймовірно, західний підвид цієї антилопи, поширений в горах Камеруну, представляє собою релікт льодовикового періоду.
В Мандарських горах гніздяться рідкісні плямисті сипи (Gyps rueppellii) та стерв'ятники (Neophron percnopterus). Ендеміками регіону є лефоські хамелеони (Trioceros wiedersheimi) та сцинки Лангхельда (Trachylepis langheldi).

## Населення
Мандарські гори є відносно густонаселенними, незважаючи на їх складний рельєф та відносно бідні ґрунти. Історично гори були притулком для людей, які опиралися завоюванням та нападам з боку держав, розташованих на рівнинах. Тут зустрічається велика різноманітність мов і традиційних релігій. Місцеве населення розробило систему інтенсивного сільського господарства, що передбачало будівництво терас та заходи зі збереження і підвищення родючості ґрунту. Овець, кіз і велику рогату худобу в період вегетації зернових культур утримують і годують у загонах, а після кожного збирання врожаю тераси удобрюються гноєм. Домашнім тваринам дозволяється пастися на стерні терас після збирання врожаю, щоб гарантувати потрапляння гною на поля. Також для підвищення родючості ґрунту на терасах використовують побутові, людські та рослинні відходи. Дотримання сівозміни між сорго, просом і бобовими культурами підтримує родючість ґрунту та зменшує кількість шкідників. Дерева, передусім сенегальські хаї (Khaya senegalensis) та білуваті акації (Faidherbia albida), а також близько 30 інших видів, використовують для затінення, корму та зеленого добрива.

## Збереження
Оцінка 2017 року показала, що 16 км², або менше 1 % екорегіону, є заповідними територіями. Природоохоронні території включають Національний парк Мозого-Гокоро та Лісовий заповідник Майо-Луті в Камеруні. Ці заповідники розташовані в передгір'ях і не охоплюють найважливіше з точки зору біорізноманіття гірське плато.
Національний парк Мозого-Гороко має площу 14 км². У 1932 році французький колоніальний уряд оголосив цю територію лісовим заповідником, а в 1968 році Республіка Камерун оголосила його національним парком. Протягом десятиліть тут було заборонено розпалювати пожежі та випасати худобу. Національний парк представляє собою мозаїку сухих рідколісь, галерейних лісів вздовж річок та чагарникових хащів. Тут ростуть різноколючкові сенегалії (Senegalia ataxacantha), африканські берези (Anogeissus leiocarpa), індійські тамаринди (Tamarindus indica), сенегальські псороспермуми (Psorospermum senegalense), голівчасті клеродреруми (Clerodendrum capitatum) та каркаси Тока (Celtis toka). Незважаючи на невеликі розміри, парк вирізняється високим біорізноманіттям: тут росте 110 видів дерев з 46 родів і 30 родин, а також мешкає 114 видів ссавців, птахів, плазунів та амфібій. Флора парку представлена переважно напівпосушливими сахельськими видами, однак також включає суданські та гвінейські види, характерні для регіонів із більш вологим кліматом.
Лісовий заповідник Майо-Луті площею 60 км² розташований на височинах на схід від Мандарських гір. Річка Майо-Луті утворює західну межу заповідника, а річка Майо-Вандей — східну. Тут ростуть сухі рідколісся та савани, в яких переважають ізоберлінії (Isoberlinia spp.), пліостігми (Piliostigma spp.), кроссоптерикси (Crossopteryx febrifuga), куссонії (Cussonia spp.) та інші дерева. В галерейних лісах у долинах річок ростуть сенегальські хаї (Khaya senegalensis).
Деякі ліси регіону зберігаються як священні гаї, захищені традиційними правилами, які перешкоджають експлуатації їх людьми. Дослідження священного гаю поблизу села Мухур, розташованого за один кілометр на південь від Моколо, показало, що гай вирізнявся високим флористичним різноманіттям та густотою.